# SO36

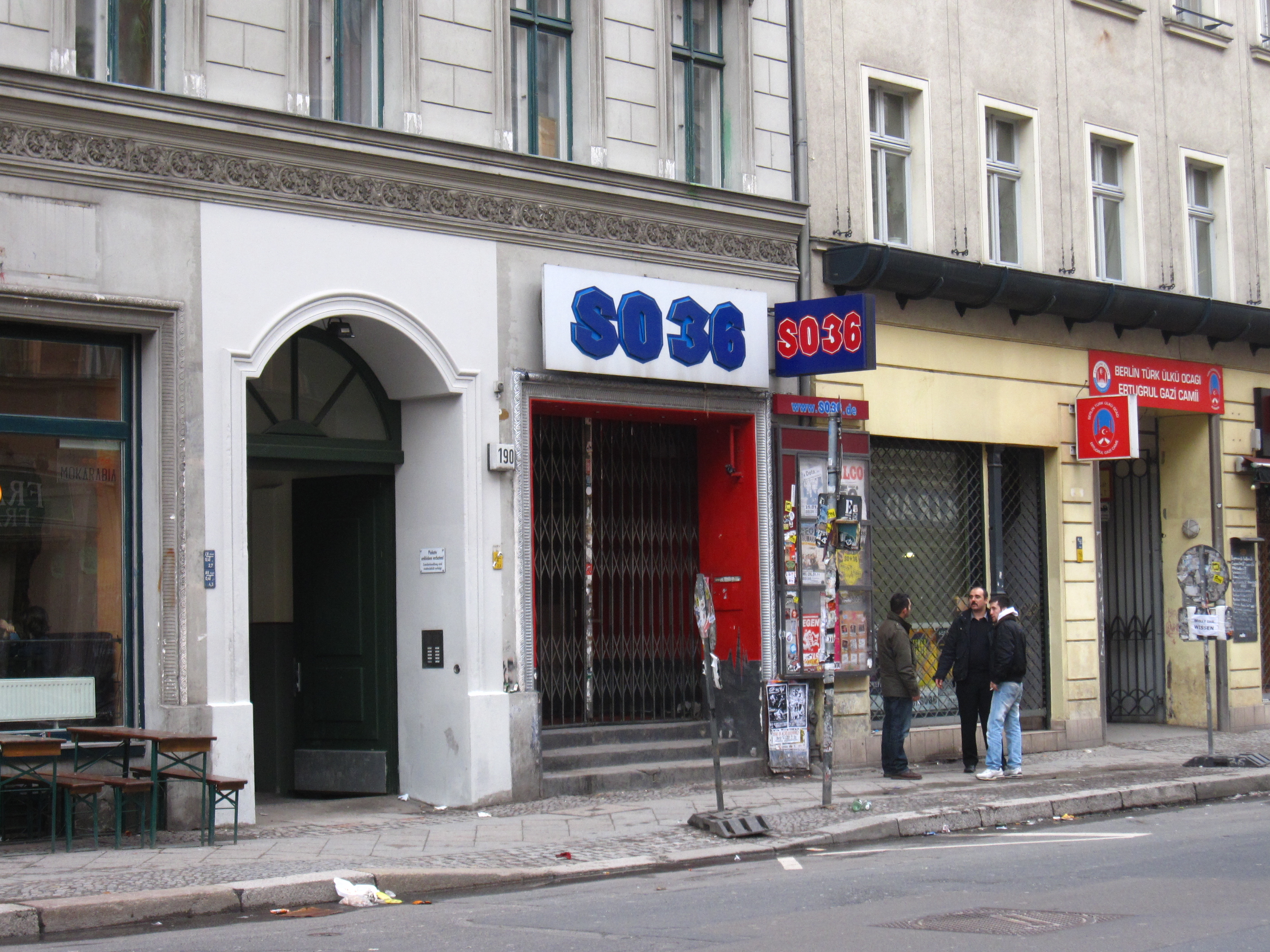
Entrée de la boîte, dans l'Oranienstraße, le 15 janvier 2011

Le club SO36 (aussi abrégé: das SO [ˈɛso]) est une boîte de nuit dans le quartier de Kreuzberg à Berlin, situé dans l'Oranienstraße, près de l'Heinrichplatz.
Le SO36 tire son nom du code postal historiquement utilisé pour la zone où il est localisé.

## Histoire
Le SO36 est une salle riche en tradition, où a été ouvert en 1861 un Biergarten. À partir des années 1930, le local abrite un cinéma, appelé « Kino am Heinrichplatz » (littéralement, « Cinéma de l'Heinrichplatz »). Les dégâts de la Seconde Guerre mondiale ont mené à sa fermeture, et s'il a été rouvert en 1951, la construction du Mur de Berlin signe sa fermeture définitive.
À partir de la fin des années 1960 jusqu'aux années 1970, le local fut utilisé d'abord comme atelier, puis comme supermarché.

### Punk et New Wave

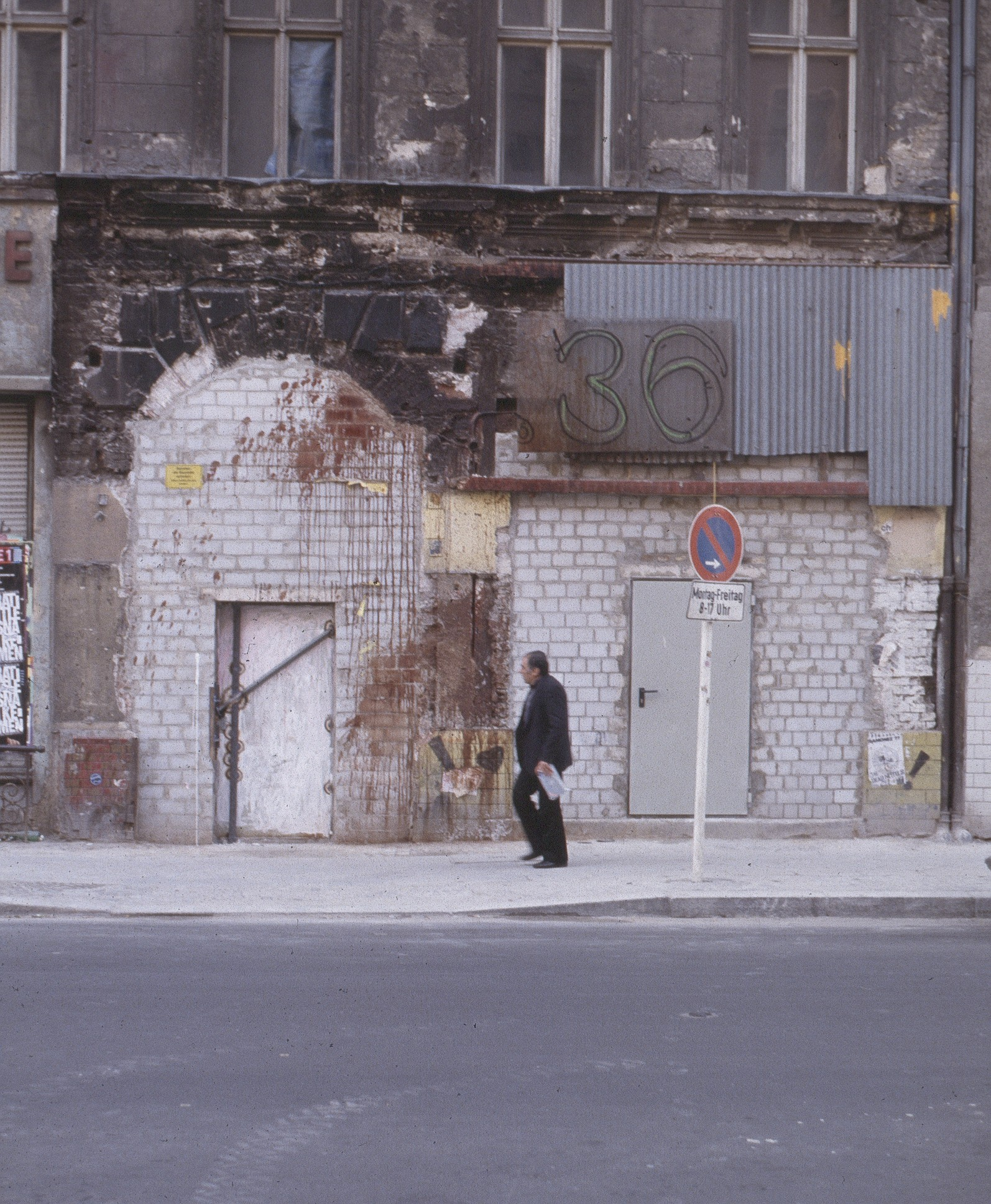
L'entrée en 1987.

Le local commence son activité en tant que lieu de manifestations culturelles sous le nom SO36 les 12 et 13 août 1978, à l'occasion du festival « Mauerbaufestival » (littéralement, « Festival de la construction du Mur »), qui durera deux jours. Le festival était un hommage ironique à la construction du Mur de Berlin le 13 août 1961. Le SO36 est alors placé sous la direction d'Achim Schächtele.
Le « Mauerbaufestival » était l'un des premiers gros festivals de la NDW (« Neue Deutsche Welle », c'est-à-dire la New Wave allemande), et il accueillit entre autres The Wall, The Dubliners, Mittagspause, Male, S.Y.P.H., DIN A Testbild, Ffurs, Stukka Pilots et PVC
Cependant, seulement quelques mois plus tard seulement, le club SO36 était menacé de faillite ; en effet, Achim Schächtele étant tombé malade, la direction du club avait été reprise par Martin Kippenberger et Andreas Rohe. Kippenberger essaya d'établir une connexion entre le Punk, la New Wave et l'art, comme il avait réussi à le faire à Düsseldorf, au Ratinger Hof.
Il invita, à côté de groupes plus conventionnels de Punk, des groupes avant-guardistes comme The Red Crayola, Suicide et Lydia Lunch.
Cependant, la fusion des genres désirée par Martin Kippenberger fut un échec, et le concept de scène Anarcho-Punk à Kreuzberg au SO36 fut attaquée par des prospectus anonymes qui qualifiaient cette scène de « Consommation de Merde » (Konsumscheisse), et appelaient à la destruction du SO36 (Destroy SO36). Les prix pratiqués, et l'interdiction d'accès imposée à certains Punks furent également l'objet de critiques. La critique ne cessa d'amplifier, jusqu'au raid mené le 11 novembre 1979 par un « commando contre la terreur de la consommation » (Kommando gegen Konsumterror), durant le concert du groupe anglais Wire, lorsque 2500 à 4000 Mark furent volés à la caisse d'entrée.
On a supposé que cet argent fut utilisé plus tard pour la création d'un centre Punk indépendant, le « KZ36 ». À la suite de ce braquage, Kippenberger mit fin à son engagement dans la SO36.
Jusqu'en 1983, le SO36 connut des directeurs différents, et resta un centre de la scène punk et New Wave en Allemagne. Des groupes comme Slime, Throbbing Gristle, Die Ärzte, Die Toten Hosen, Einstürzende Neubauten, Die tödliche Doris ou encore Dead Kennedys s'y produisirent, et en 1982 y fut organisé le premier festival « Berlin Atonal ». 
En 1983, un gérant turc transforma la salle en une salle de mariage nommée « Merhaba », et le SO36 fut fermé la même année, à la suite d'une décision du service d'urbanisme.
En 1984 s'installa dans le local pour une courte période l'Exposition internationale d'architecture (IBA 1984). Lorsque l'Anhalter Straße fut aménagée pour accueillir le centre culturel d'art de Kreuzberg (KuKuck), des sympathisants attaquèrent l'Exposition universelle d'architecture et d'urbanisme, la jetèrent hors des locaux qu'ils occupèrent dès lors. Durant les années qui suivirent, la mairie de quartier les a tolérés et le SO36 recommença à se développer comme un centre de la scène Punk et Rock de Berlin.
En 1987, la police fit évacuer les lieux, car les concerts avaient souvent débordé hors du local, dans l'Oranienstraße.

### Le SO36 aujourd'hui
Le SO36 a été rénové en 1990 et rouvert en tant que lieu de manifestations culturelles.
En 2009, un conflit de voisinage a menacé l'existence du SO36. Afin de remplir les conditions de réduction des nuisances sonores, un mur d'insonorisation devrait être construit. Afin de rassembler les fonds nécessaires à ces travaux, des concerts de bienfaisance ont été organisés (comme celui des Toten Hosen le 2 septembre 2009), et des négociations sont menées avec la mairie de quartier, afin qu'elle prenne une partie des coûts à sa charge.
D'autre part, le SO36 est aussi politiquement actif. Par exemple, le Club a participé en 2009 à une manifestation contre le projet d'investissement Mediaspree, et a soutenu le collectif de manifestation Freiheit statt Angst (La liberté à la place de la Peur).
Durant l'année 2009, le club SO36 a remporté le Live Entertainment Award en tant que meilleur Club. Les autres Clubs nommés étaient le club de Jazz Domicil à Dortmund et la Zeche Bochum.

## Soirées résidentes

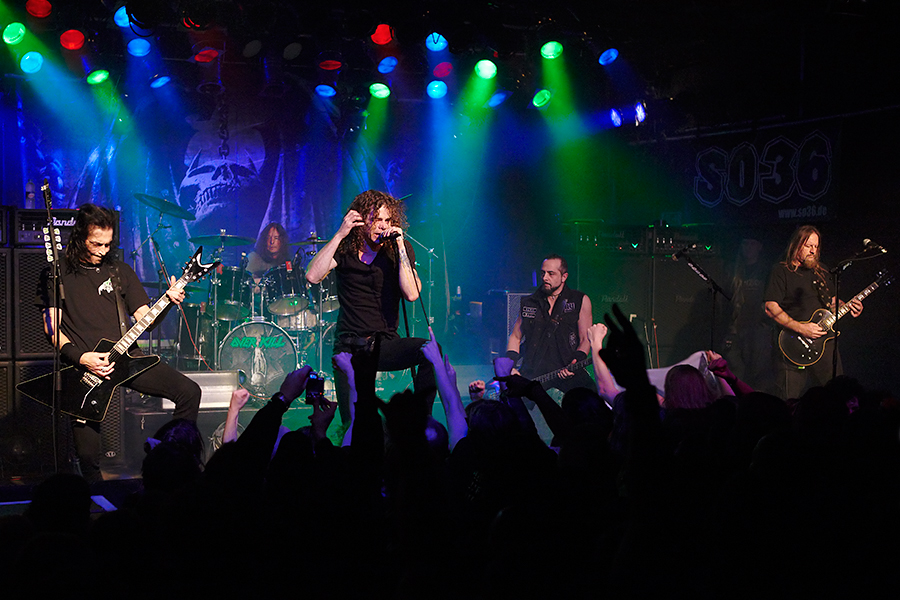
Scène de concert du SO36

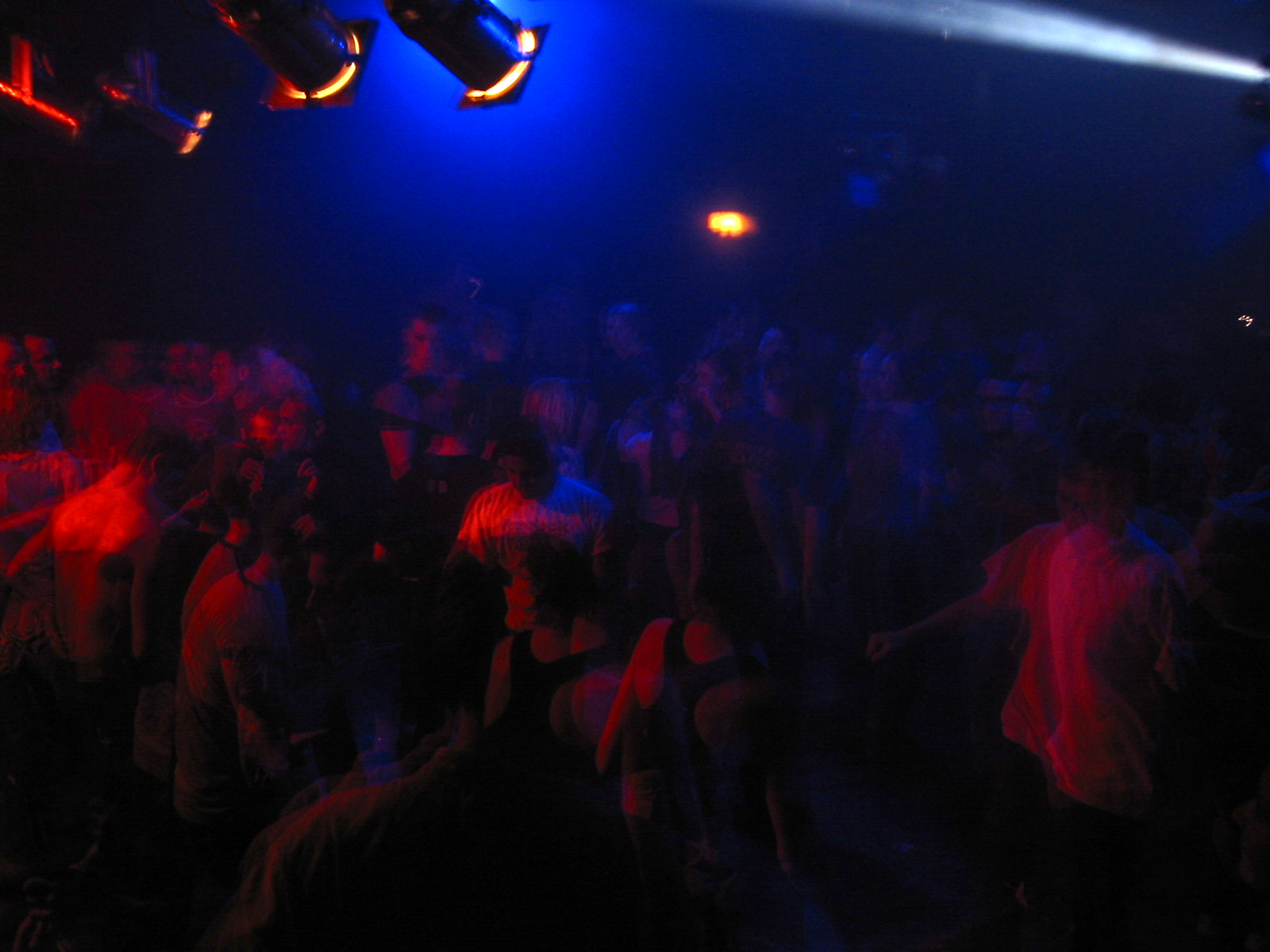
Soirée techno au SO36

Aujourd'hui, des soirées et des concerts ont régulièrement lieu au SO36. L'Electric Ballroom, qui y a lieu chaque mois, est l'une des soirées techno les plus anciennes de Berlin.
Les soirées Orientales gays et lesbiennes Gayhane, organisées par Fatma Souad (Hakan Tandoğan), avec le DJ résident DJ Ipek, a donné une impulsion notable à la scène turque gay et lesbienne.
Elles ont lieu une fois par mois, un samedi, et la musique y est marquée par de la pop turque, arabe, grecque ou encore hébraïque.
L'un des éléments phares du programme est la demi-heure de spectacle de danse du ventre
Les organisateurs travaillent en étroite collaboration avec des organisations politiques, sociales ou LGBT, qui sont la plupart du temps actives dans le domaine de l'intégration des étrangers et de l'aide aux réfugiés.
Parmi les soirées régulières du SO36, on compte également depuis 1995 le Café Fatal, qui a lieu les dimanches. La soirée débute par un cours de danse de salon d'une heure, pour les débutants et les élèves avancés. Dans la foulée, différents DJs jouent de la Samba, de la Rhumba, ainsi que plus tard dans la soirée du Rock, de la Pop et du Schlager.
Depuis 1998 a lieu chaque mois la soirée Super sexy Kiezbingo. Le jeu de Bingo est animé par les travestis Inge Borg et Gisela Sommer. Les prix sont sponsorisés par des commerces locaux, et les bénéfices de la soirée sont reversés à une cause politique ou de bienfaisance choisie auparavant.
Une fois par mois, un vendredi, a lieu la soirée My ugly x, qui est destinée avant tout aux clients les plus jeunes. Le thème de la soirée est „le mauvais goût“, et il s'exprime à travers les vêtements et le style musical, plus particulièrement la Dance et la musique Pop des années 1990 qui sont censées être particulièrement de mauvais goût et trash.
Une fois par mois, le local est utilisé pour l'organisation d'un marché aux puces de nuit, avec la présence de conseillers sociaux gratuits sur la thématique Hartz IV, et de l'argent pour les chômeurs.

## Films
- So war das S.O. 36, film documentaire musical ouest-allemand de Jörg Buttgereit et Manfred Jelinski sorti en 1984.